# كأس فنزويلا 2016
كأس فنزويلا 2016 (بالإسبانية: Copa Venezuela 2016)‏ هو الموسم 43 من كأس فنزويلا. كان عدد الأندية المشاركة فيه 39، وفاز فيه Zulia F.C. ‏.